# Ривергаро (Пјаченца)
Ривергаро (итал. Rivergaro) је насеље у Италији у округу Пјаченца, региону Емилија-Ромања.
Према процени из 2011. у насељу је живело 3762 становника. Насеље се налази на надморској висини од 144 м.

## Становништво
Према резултатима пописа становништва 2011. у општини је живело 6.853 становника.
| 1931. | 1936. | 1951. | 1961. | 1971. | 1981. | 1991. | 2001. | 2011. |
| ----- | ----- | ----- | ----- | ----- | ----- | ----- | ----- | ----- |
| 4.963 | 4.888 | 4.947 | 4.298 | 3.864 | 4.097 | 4.777 | 5.507 | 6.853 |